# 韋和夫藝術館
韋和夫藝術館（英語：The Whitworth）是一間位於英格蘭曼徹斯特的一家藝術館，總共收藏了六萬多件展品。該館位於韋和夫公園，由曼徹斯特大學營運。韋和夫藝術館的展品主要為水彩畫、雕塑及編織藝術，並多為現代藝術，其中包括保羅·高更、巴勃羅·畢加索、亨利·摩爾以及大衛·霍克尼等藝術家的作品。藝術館為英國二級登錄建築。
韋和夫藝術館毗鄰韋和夫公園，自1959年開始成為曼徹斯特維多利亞大學的一部份。韋和夫藝術館工程於1889年由祖瑟·韋和夫從男爵資助，並由曼徹斯特當地律師羅拔·達畢舍爾的協促下開展，藝術館的第一座建築於1908完工。2013年，藝術館接受了來自英國博彩基金及曼徹斯特大學總數共一千五百萬英鎊的資金後閉館進行重建，並於2015年2月再次向公眾開放。
2015年2月，韋和夫藝術館在經過改建工程後重新開放，其展覽空間大了一倍，展館按建築原貌復修。藝術館於重開後的第一年接待了超過四十萬名遊客，並於2015年獲得了英國藝術基金的年度博物館獎。

## 圖庫

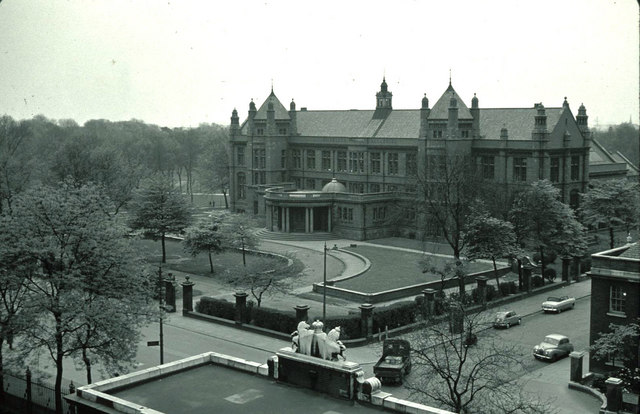
1957年的藝術館
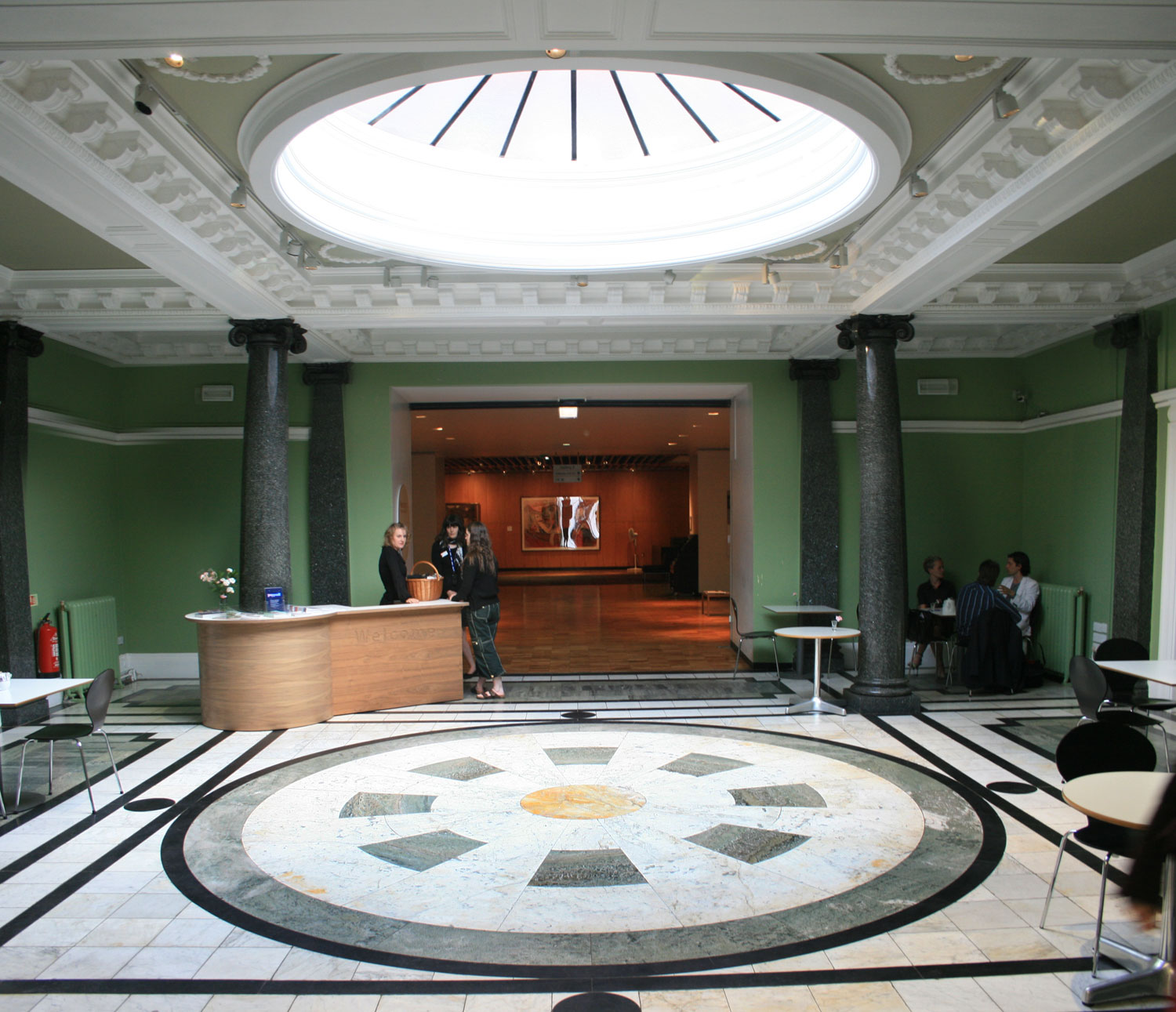
入口大堂
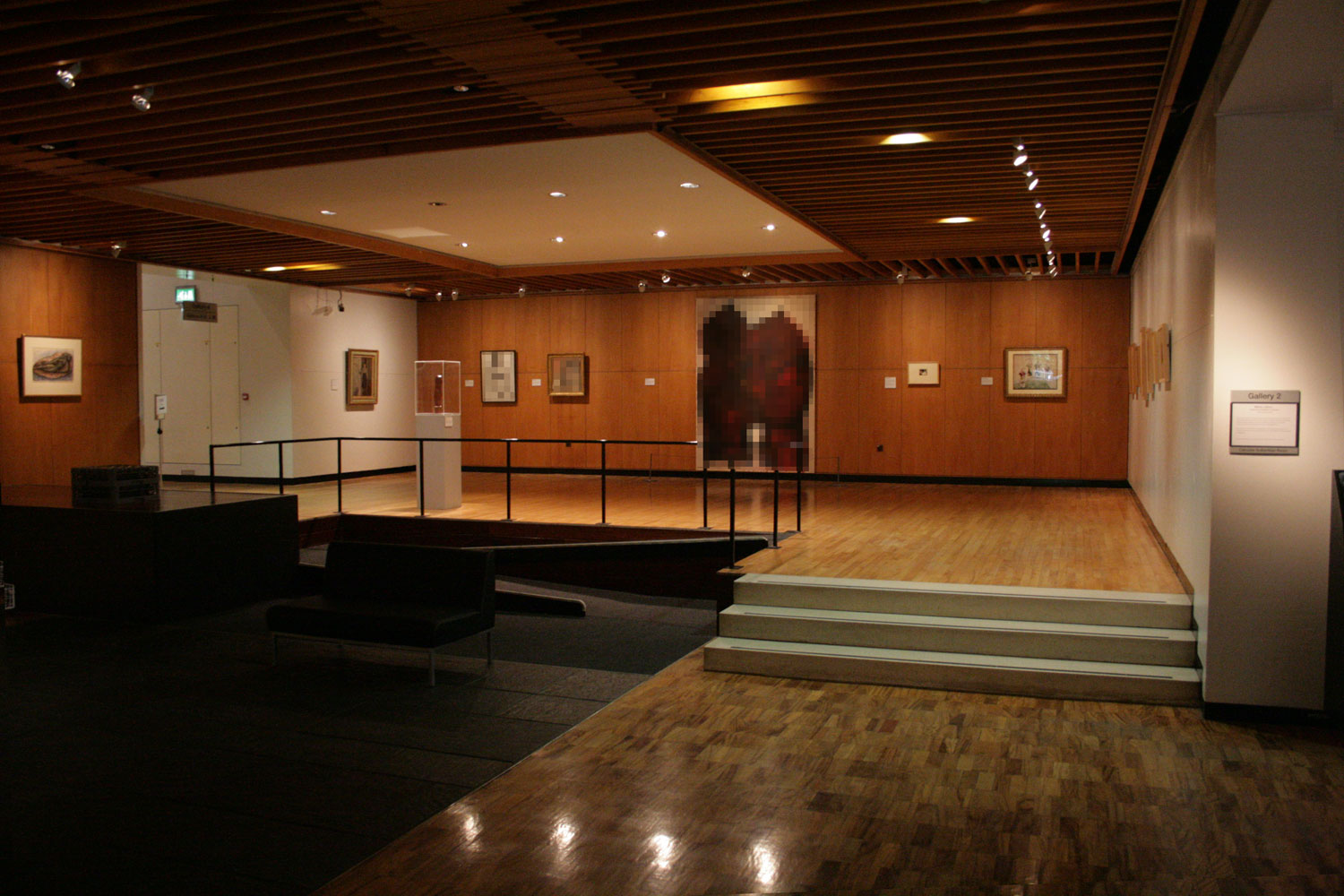
藝術館內部
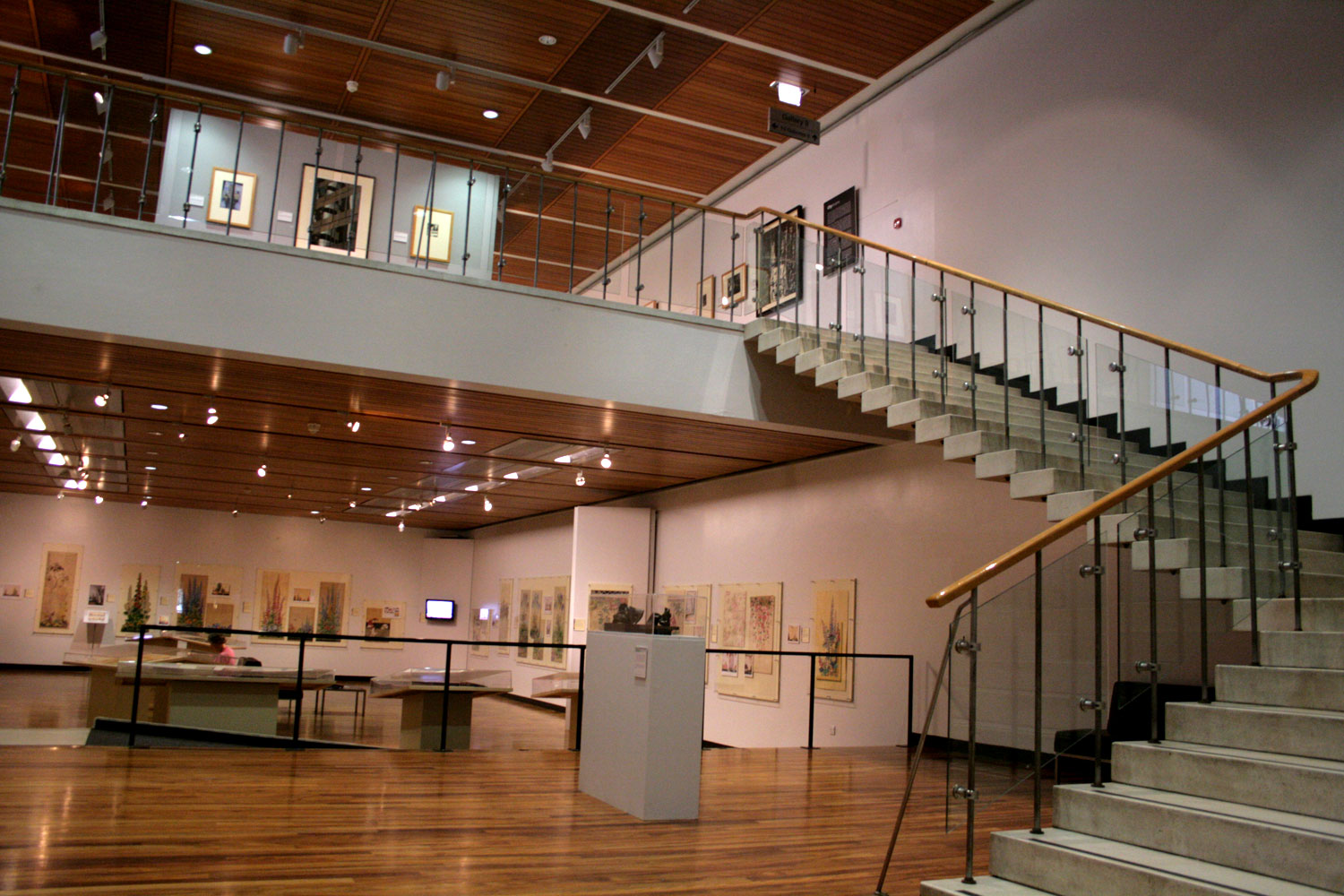
藝術館內部
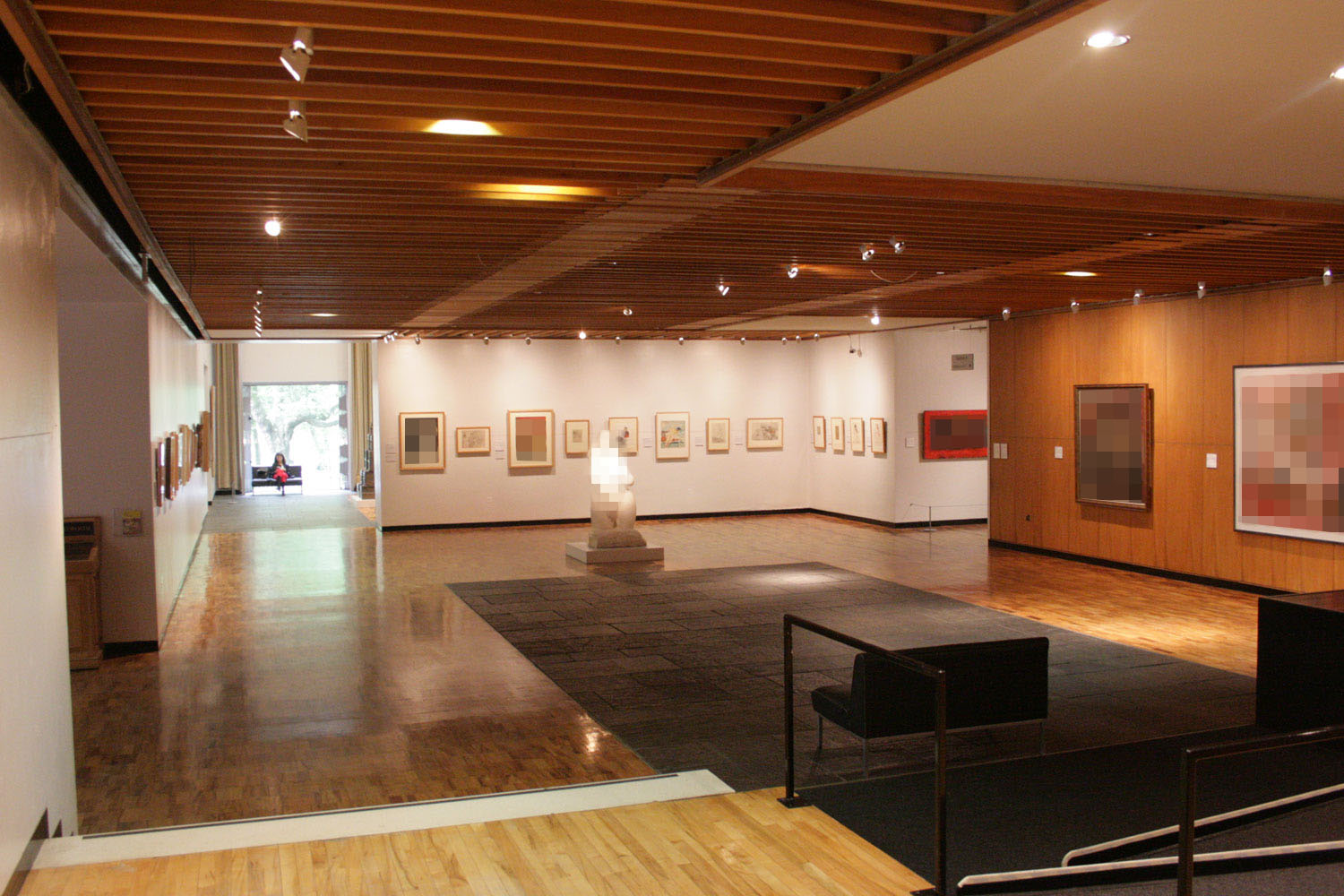
藝術館內部

## 外部連結
- 官方网站
- 韋和夫藝術館檔案集（由曼徹斯特大學圖書館收錄）